# David Sarnoff
David Sarnoff (tiếng Belarus: Давід Сарноў, tiếng Nga: Давид Сарнов) là doanh nhân người Mỹ gốc Belarus. Ông là một trong những vị chủ tịch nổi tiếng của RCA. Trong thập niên 1920, ông cố gắng thuyết phục bạn bè trong công nghệ không dây rằng radio là một cơ hội đầu tư quan trọng. Sau cuộc họp, Sarnoff có nhận được một bức thư với nội dung như sau: 
| “ | 'Hộp âm nhạc không dây (tức là radio) không có giá trị thương mại. Ai sẽ trả tiền cho một lời nhắn mà chảng gửi tới một người đặc biệt nào cả? | ” |

.